# Eliza Rycembel

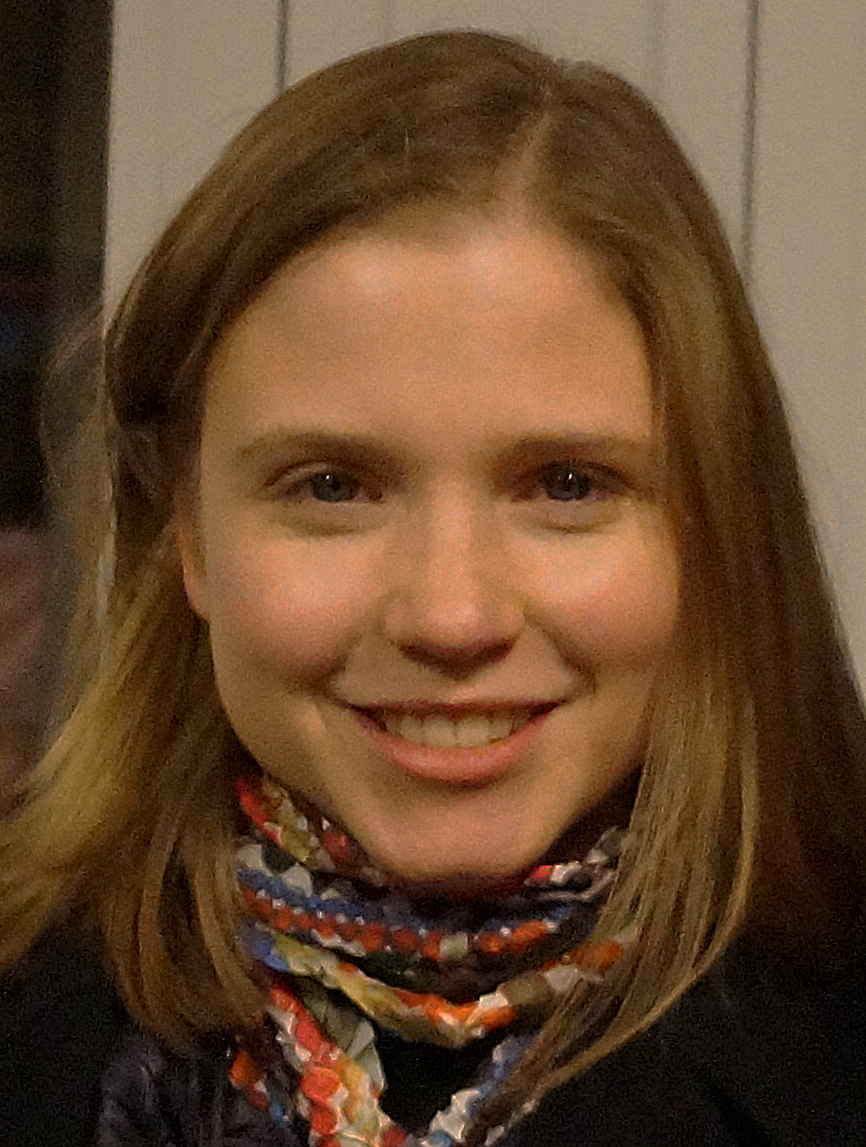
Eliza Rycembel im Jahr 2019

Eliza Rycembel (* 2. Mai 1992 in Warschau, Polen) ist eine polnische Schauspielerin.

## Leben
Eliza Rycembel wurde in der polnischen Hauptstadt Warschau geboren. Sie studierte an der Theaterakademie Warschau Schauspiel, wo sie 2019 ihren Abschluss machte. Bereits zuvor hatte sie erste Erfahrungen im Filmgeschäft gemacht. 2014 debütierte sie in dem Film Obietnica mit der Rolle der Lila Sliwinska, für deren Darstellung sie viel Lob erhielt. Während des Studiums trat sie in weiteren Filmen an der Seite prominenter polnischer Schauspielerinnen auf, so in Agnus Dei – Die Unschuldigen mit Agata Kulesza und Agata Buzek und in #WszystkoGra mit Kinga Preis, und etablierte sich als Film- und Fernsehschauspielerin. Für ihre Rolle in dem oscarnominierten Film Corpus Christi erhielt sie 2020 den Polnischen Filmpreis als Beste Nebendarstellerin.

## Filmografie
- 2014: Obietnica
- 2016: #WszystkoGra
- 2016: Agnus Dei – Die Unschuldigen (Les innocentes)
- 2018: Nina
- 2919: Dunkel, fast Nacht (Ciemno, prawie noc)
- 2019: Corpus Christi (Boże Ciało)
- 2022: Familiengeheimnisse (Gry rodzinne, Fernsehserie, 8 Folgen)
- 2023: Irenas Geheimnis (Irena’s Vow / Przysięga Ireny)
- 2023: Morderczynie (Fernsehserie, 8 Folgen)
- 2024: Los Bárbaros
- 2025: The Eastern Gate (Fernsehserie)

## Auszeichnungen
- 2020: Polnischer Filmpreis – Beste Nebendarstellerin (in dem Film Corpus Christi)